# Branquinho da Fonseca
António José Branquinho da Fonseca, meglio noto come Branquinho da Fonseca (Mortágua, 4 maggio 1905 – Cascais, 7 maggio 1974), è stato uno scrittore portoghese.

## Biografia
Figlio dello scrittore Tomás da Fonseca, Branquinho da Fonseca si trasferì, adolescente, a Coimbra, dove finì gli studi superiori e si laureò in Diritto all'Università di Coimbra. 
Esordì come autore letterario con Poemas nel 1926, mentre nel 1928 pubblica il testo teatrale Posição de Guerra. Durante la sua vita, oltre alla poesia e al teatro, pubblicò anche romanzi e racconti.
Negli anni 1920, fu cofondatore della rivista Tríptico e soprattutto dell'importante rivista modernista Presença, alla quale diede vita nel 1927 assieme a João Gaspar Simóes e José Régio, per poi abbandonarla nel 1930 ed essere sostituito, come codirettore della stessa rivista, da Adolfo Casais Monteiro.
Assieme al poeta Miguel Torga - anch'egli fuoriuscito dal gruppo presencista - fonda nel 1930 la rivista Sinal.
Nel 1931, si affiliò alla Massoneria.
Dal 1942 al 1959, ricopre l'incarico di curatore del Museo e Biblioteca Condes de Castro Guimarães di Cascais. Si tratta dello stesso incarico, presso la stessa istituzione, a cui concorse, senza successo, Fernando Pessoa, nel 1932.
Dal 1958 e fino alla morte, fu direttore del Servizio di Biblioteche Fisse e Itineranti della Fondazione Calouste Gulbenkian, a Lisbona. La medesima fondazione, con la collaborazione del settimanale Expresso, ha istituito nel 2001 il Premio Branquinho da Fonseca Expresso/Gulbenkian, per giovani scrittori.

## Opere

### Poesia
- Poemas - 1926
- Mar Coalhado - 1932
- Poesias - 1964

### Teatro
- Posição de Guerra - 1928
- Teatro I - 1939

### Racconti
- Zonas - 1931
- Caminhos Magnéticos - 1938
- O Barão - 1942
- Rio Turvo - 1945
- Bandeira Preta - 1956

### Romanzi
- Porta de Minerva - 1947

- Mar Santo - 1952